# Tîmar, Haisîn
Tîmar (în ucraineană Тимар) este un sat în comuna Jerdenivka din raionul Haisîn, regiunea Vinnița, Ucraina.

## Demografie
Componența lingvistică a localității Tîmar
     Ucraineană (98,39%)
     Rusă (1,61%)
Conform recensământului din 2001, majoritatea populației localității Tîmar era vorbitoare de ucraineană (98,39%), existând în minoritate și vorbitori de rusă (1,61%).